# NGC 5691
NGC 5691 este o galaxie spirală situată în constelația Fecioara. A fost descoperită în 11 aprilie 1787 de către William Herschel. Se află la o distanță de 28,9 de megaparseci de Pământ.